# Parafia Przenajświętszego Sakramentu w Łanach

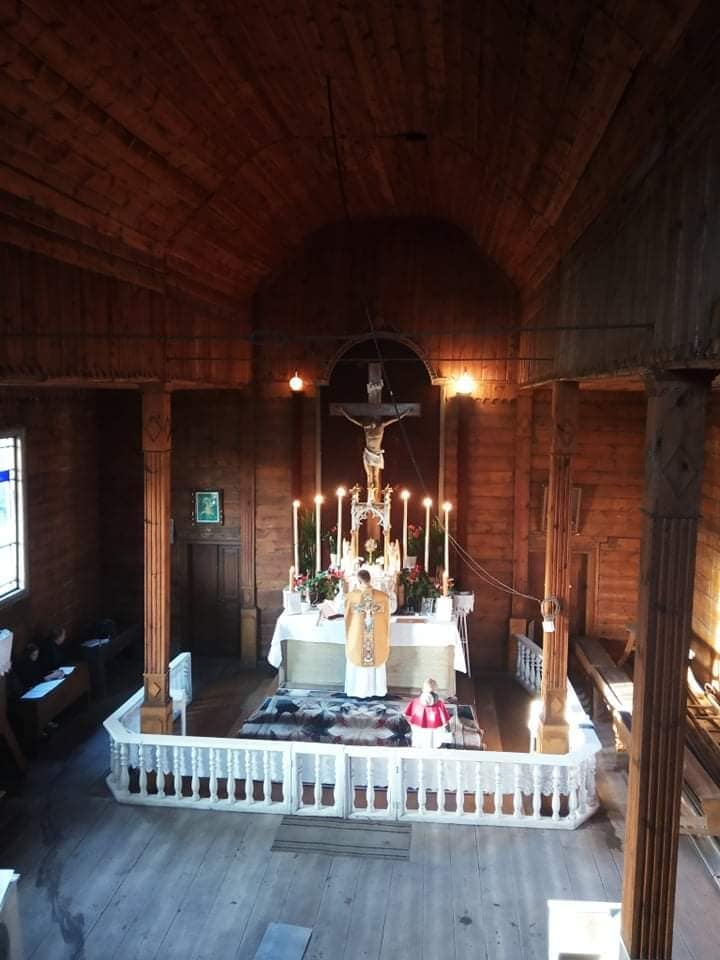
Msza Święta w kościele w Łanach

Parafia Przenajświętszego Sakramentu w Łanach-Markuszowie – mariawicka parafia diecezji lubelsko-podlaskiej, Kościoła Starokatolickiego Mariawitów w RP. Obecnie parafia liczy kilku wyznawców.

## Obszar
Siedziba parafii oraz Kościół Przenajświętszego Sakramentu znajduje się w graniczącej z Markuszowem wsi Łany, w gminie Markuszów, w powiecie puławskim, województwie lubelskim.
W Łanach w pobliżu skrzyżowania ul. Lubelskiej z ulicą Głębocznica znajduje się cmentarz mariawicki. Ponadto parafia opiekuje się mariawickim cmentarzem w Chmielu.
Parafia w Łanach jest najmniejszą liczebnie parafią Kościoła Starokatolickiego Mariawitów w RP i najprawdopodobniej najmniejszą parafią w Polsce, obejmuje wiernych z powiatu puławskiego i gminy Garbów powiatu lubelskiego. Oprócz wiernych w nabożeństwach biorą udział również osoby innych wyznań, będący sympatykami mariawityzmu.
Ze względów historycznych i geograficznych, często nazywana jest parafią mariawicką w Markuszowie, a w publikacjach mariawickich z początku XX wieku nazwana jest Markuszewską Parafią Maryawitów Przenajświętszego Sakramentu w Łanach.

## Historia
Początki parafii w Łanach wiążą się z sylwetką kapłana Piotra Marii Ładysława Golińskiego pracującego od 1906 roku w pobliskim Markuszowie.
Ksiądz Piotr Goliński urodził się 22 października 1882 w Urzędowie. W roku 1900 wstąpił do seminarium duchownego w Lublinie. Tam zapoznał się z mariawityzmem pod wpływem kapłanów, wykładających na uczelni. W roku 1904 został przyjęty do nowicjatu Zgromadzenia Kapłanów Mariawitów i otrzymał imiona Maria Ładysław.
25 lipca 1905 roku otrzymał święcenia kapłańskie z rąk bpa lubelskiego ks. Franciszka Jaczewskiego. 4 grudnia 1905 r. biskup Jaczewski wyznaczył go wikariuszem parafii w Markuszowie koło Lublina.
Ksiądz Goliński dzięki wielkiej pobożności (głosił Dzieło Wielkiego Miłosierdzia i co za tym idzie cześć Przenajświętszego Sakramentu) oraz niespotykanej skromności (nawet zimą chodził boso) szybko zdobył szacunek wśród wiernych. Swoją duszpasterską postawą pociągnął wiele osób do nawrócenia się i przemiany życia, w krótkim okresie zdobył popularność wśród wiernych z Markuszowa i okolicznych parafii, którzy tłumnie przybywali do kościoła słuchać nauk młodego kapłana. Około 7 tys. wiernych zapisało się do odprawiania adoracji Przenajświętszego Sakramentu, z czego aż 3 tysiące z parafii Markuszów. Byli to wierni z Garbowa, Klementowic, Rudna, Kurowa, Końskowoli, Baranowa, Wąwolnicy i Michowa.
O działalności młodego księdza donosiła ówczesna "Ziemia Lubelska": Jak i inni mariawici mówił ciągle on ludowi, że jest św. Zakonnica, która miała objawienie, że tylko przez wprowadzenie praktyk: adoracji Najświętszego Sakramentu, częstej Komunii Św. i czci dla Matki Boskiej Nieustającej Pomocy świat się odrodzi duchowo. Zapisywał więc do adoracji nie tylko w parafii markuszowskiej ale i w sąsiednich i około 7 tys. ludzi zdołał pociągnąć za sobą. Mówił, że biskupi i księża przeciwko tym praktykom powstawać będą, że kto się nie zapisze do adoracji Najświętszego Sakramentu i innych to na potępienie wieczne pójdzie. Stąd powstało rozdwojenie w parafii i lud biedny nie wiedział czego się trzymać.
W czasie rozłamu na początku 1906 roku opowiedział się wraz z częścią parafian za mariawityzmem. Dzieło Wielkiego Miłosierdzia przyjęła również część wiernych z okolicznych parafii rzymskokatolickich. Biskup Jaczewski wraz z niektórymi księżmi próbowali zmusić kapłana Ładysława do powrotu do Kościoła rzymskokatolickiego. Duchowny bardzo mocno umiłował Dzieło Wielkiego Miłosierdzia i nie miał zamiaru porzucać życia kapłana mariawity.
Po rozłamie udał się do kapłanów mariawitów w Lublinie, a następnie wyjechał do Cegłowa, gdzie pomagał w pracy duszpasterskiej kapłanowi M. Łukaszowi Wiechowiczowi. W kwietniu 1906 r. został skierowany do organizującej się parafii mariawickiej w Sobótce.
Pozbawieni opieki duszpasterskiej mariawici markuszowscy byli mocno prześladowani w czasie nieobecności kapłana Ładysława. Wówczas liczba mariawitów w tych stronach zmniejszyła się. Mimo to przystąpili do organizowania parafii, urządzili prowizoryczną kaplicę w domu Franciszka Duraka, którą obsługiwali kapłani pracujący w Lublinie. Zdeterminowani mariawici markuszowscy chodzili od wsi do wsi, aby szukać swojego duszpasterza.
Kapłan M. Ładysław przybył na stałe do Łan w grudniu 1906 r. na zaproszenie parafian. Oprócz pracy duszpasterskiej zajął się pracą społeczną wśród wiernych, otworzył ochronkę w parafii, przymierzał się do budowy domu parafialnego w którym mieściłaby się szkoła oraz sala zajęć dla dziewcząt.
Wiosną 1907 roku parafianie markuszowscy rozpoczęli budowę drewnianego kościoła według projektu Stanisława Ogrzyńskiego i po kilku miesiącach kosztem 2500 rubli ukończyli budowę świątyni wraz z mieszkaniem dla kapłana na zapleczu. 18 grudnia poświęcono nową mariawicką świątynię.
8 sierpnia 1909 roku odbyło się pierwsze ogólne zebranie wszystkich parafian, które wybrało na proboszcza kapłana M. Ładysława Golińskiego, na członków zarządu: Franciszka Ogrzyńskiego ze wsi Góry, Grzegorza Rybkę ze wsi Zabłocie. Na kandydatów zaś wybrano Andrzeja Piecha ze wsi Łany oraz Michała Mazurkiewicza z miasta Kurów.
Parafia liczyła wówczas około 350 zdeklarowanych wiernych, z czego 300 zamieszkiwało terytorium parafii Markuszów, 30 parafii Kurów, głównie mieszkańcy Kurowa i wioski Krupa, 20 parafii Garbów, głównie mieszkańcy Woli Przybysławskiej. Ponadto w okolicy było wieku ukrywających się przed prześladowaniami wyznawców mariawityzmu. Niektórzy dojeżdżali na nabożeństwa z odleglejszych miejscowości np. z Michowa. Przy parafii znajdowała się bezpłatna ochronka (przedszkole) dla dzieci.
W 1908 r. kapłan M. Ładysław ciężko zachorował. W 1909 r. wyjechał do Sobótki, gdzie zaopiekowali się nim tamtejsi parafianie. Zmarł 12 czerwca 1910 w Nowej Sobótce, gdzie został pochowany na miejscowym cmentarzu mariawickim. Przed śmiercią powiedział do Mateczki następujące słowa Jestem zupełnie szczęśliwy, nie umierałbym tak spokojnie gdybym był prawowiernym kapłanem… nie lękam się śmierci – owszem wzbudzam w sobie pragnienie jak najprędszego połączenia się z Chrystusem.
Kapłan Ładysław odznaczał się wielką gorliwością i pobożnością. Był lubiany i szanowany przez wiernych, przyciągał ludzi swoim niewinnym, ujmującym wyrazem twarzy i niezwykłą osobowością. Był skromnym i pokornym człowiekiem, żył w ubóstwie, gorliwie przestrzegał reguły zakonnej, udzielał biednym pomocy materialnej, szczerze współczuł potrzebującym, zachęcał wiernych do częstego przyjmowania Komunii Świętej, odprawiania adoracji Przenajświętszego Sakramentu i wzywania pomocy Maryi.
W I rocznicę śmierci kapłana M. Ładysława, w uroczystość parafialną św. Antoniego z Padwy, poświęcono w kościele w Łanach tablicę upamiętniającą jego osobę.
Po śmierci kapłana M. Ładysława parafią opiekowali się proboszczowie z Lublina. Z wielkim zapałem przystąpił skierowany do pracy w parafiach Lublin i Markuszów kapłan Stanisław M. Fidelis Szokalski, założyciel parafii w Prędocinie koło Iłży. Pod koniec sierpnia 1910 ukończony został dom parafialny w Łanach.
Potężnym problem dla miejscowych mariawitów był pochówek zmarłych. Proboszcz parafii rzymskokatolickiej nie wyrażał zgody na mariawickie pochówki na cmentarzu w Markuszowie, zaś władze państwowe nie chciały wydać zgody na założenie nowej nekropolii. Liczne wysiłki kapłana doprowadziły ostatecznie do założenia własnego cmentarza. Jego poświęcenie nastąpiło 1 czerwca 1911 roku.
20 listopada 1911 r. nastąpiło otwarcie szkoły mariawickiej, która znalazła siedzibę w domu parafialnym. Do szkoły uczęszczało 62 dzieci, gdyż tylko tyle budynek pomieścić zdołał. Nauczycielką była pani Antonina Piaskowska, mariawitka ze Strykowa.
Pod koniec października 1912 roku Mateczka posłała do pracy w tutejszej parafii siostrę Teofilę M. Elżbietę Dębowską. Poza pracą w szkole parafialnej siostra przyjmowała także zlecone prace krawieckie od miejscowej ludności. Klienci płacili jej przede wszystkim produktami żywnościowymi, zaś zarobione pieniądze wysyłała do Płocka i do o. M. Fidelisa Szokalskiego z Lublina, aby z nich opłacić zaciągnięte długi parafialne.
W czasie I wojny światowej, podczas okupacji austriackiej, kościół był zamknięty, a mariawitom nie wolno było prowadzić działalności religijnej, kulturalnej i oświatowej. W 1916 roku o. Fidelis otrzymał pozwolenie, żeby mógł prywatnie odprawiać Mszę św. Ze względu na to, że kościół nadal pozostawał zapieczętowany, w pokoju mieszkalnym duchownego s. Elżbieta urządziła kaplicę, zaś w niedziele wierni gromadzili się na nabożeństwie odprawianym w szkole. Taki stan trwał do końca listopada 1917 roku, kiedy z drzwi kościoła zdjęto pieczęcie. Łącznie kościół był zamknięty dwa lata i sześć miesięcy.
Po tym czasie siostra Elżbieta, za zgodą Mateczki, sprowadziła do pomocy s. Władysławę M. Florentynę Tatko, która pełniła rolę gospodyni na parafii.
W roku 1923 parafia liczyła 570 wiernych, w domu parafialnym znajdowała się bezpłatna ochronka dla dzieci oraz sala zajęć dla dziewcząt a obowiązki proboszcza spełniał kapłan Józef M. Leon Miłkowski z Lublina. W latach 20. przez kilka lat, z gościnności parafii mariawickiej, korzystała wspólnota z Polskiego Narodowego Kościoła Katolickiego. Z obiema społecznościami, mariawicką i polskokatolicką związany był ks. Leon Podsiadło, który w Zgromadzeniu Kapłanów Mariawitów nosił imię Maria Sebastian.
Po wprowadzeniu kapłaństwa kobiet przy parafii posługiwała s. kapłanka M. Paulina Padzik, która podczas rozłamu opowiedziała się po stronie biskupa Klemensa Marii Filipa Feldmana.
W latach 30. przy kościele w Łanach mieszkał kapłan Rafał M. Karol Miros, zaś w latach 50. i 60. kapłan Antoni M. Feliks Woźniak. Poza tymi okresami parafię obsługiwali kapłani mariawiccy z Lublina.
W roku 1953 parafia liczyła ponad 80 wiernych z Łan, Olempina, Markuszowa, Gór, Kłody, Bronic, Choszczowa, Płonek, Zastawia i Zabłocia.
Jeszcze w latach 70. XX wieku parafia była stosunkowo prężna. Na coniedzielne nabożeństwa uczęszczało ok. 25 osób, odbywały się procesje i odpusty. Po nabożeństwach wierni spotykali się z kapłanem na wspólnym obiedzie. W domu parafialnym, na piętrze mieszkał organista Węgierski z żoną, na dole mieszkały siostry zakonne Zofia M. Serwilla Marek i Małgorzata M. Cezaria Mańko.
W latach 1986–2021 proboszczem parafii był dojeżdżający z Lublina kapłan Przemysław M. Sławomir Rosiak. W latach 2021-2024 parafię obsługiwał kapł. M. Felicjan Szymkiewicz, który dojeżdżał z parafii Przemienienia Pańskiego w Wierzbicy. Obecnie opiekę duszpasterską sprawują kapłani z okolicznych parafii.
Historia parafii mariawickiej była bardzo burzliwa, dochodziło do konfliktów z rzymskimi katolikami. Z czasem, liczba mariawitów systematycznie się zmniejszała wskutek prześladowania. Obecnie liczba parafian jest bardzo niewielka, większość z nich mieszka wokół kościoła, młodsi parafianie pochodzą z północno-zachodniej Lubelszczyzny.

## Działalność
Choć parafia jest niewielka liczebnie, to jej wierni i sympatycy wykazują się dużym zaangażowaniem w życie religijne jak i utrzymanie kościoła i cmentarza. Jej przedstawiciele biorą czynny udział w życiu społecznym, ekumenicznym i charytatywnym, m.in. aktywnie uczestniczyli w akcji pomocy uchodźcom z Ukrainy organizowanej w przy MOPie "Markuszów". Ponadto biorą udział w różnych wydarzeniach o charakterze międzywyznaniowym organizowanych przez Gminę Markuszów, Lubelski Oddział Polskiej Rady Ekumenicznej oraz Instytut Ekumeniczny Katolickiego Uniwersytetu Lubelskiego.
21 stycznia 2023 roku w kościele parafialnym odbyło się pierwsze w tej okolicy nabożeństwo ekumeniczne w ramach Tygodnia Modlitw o Jedność Chrześcijan, podczas którego kazanie wygłosił duchowny rzymskokatolicki, ks. prof. Sławomir Pawłowski (SAC). We Mszy Świętej o Jedność Chrześcijan udział wzięli przedstawiciele różnych Kościołów chrześcijańskich z ziemi lubelskiej. Po nabożeństwie w Gminnym Domu Kultury w Markuszowie odbył się koncert kolęd w wykonaniu Chóru Młodzieżowego Kościoła Starokatolickiego Mariawitów. Rok później, 24 stycznia 2024 roku, zorganizowane zostało drugie nabożeństwo ekumeniczne, podczas którego kazanie wygłosił ks. bp. dr Andrzej Gontarek, zwierzchnik Kościoła Polskokatolickiego w RP.
Parafia organizuje również uroczyste odpusty z okazji dnia św. Stanisława ze Szczepanowa, procesje Bożego Ciała do czterech ołtarzy po ulicach Łan i Markuszowa, koncerty mariawickich orkiestr dętych czy koncerty chórowe. Każdego roku dzieci z pobliskiej szkoły podstawowej odwiedzają mariawicki kościół i cmentarz w ramach poznawania swojej tożsamości regionalnej, poznając wielokulturowe dziedzictwo gminy Markuszów i ucząc się postaw tolerancji i szacunku do osób różnych wyznań i religii.
Po nabożeństwach w sali parafialnej znajdującej się na tyłach kościoła urządzane są spotkania integracyjne, połączone ze skromnym poczęstunkiem, podczas których uczestnicy zapoznają się z historią i duchowością mariawityzmu, mogą zadawać pytania i porozmawiać o sprawach wiary.

## Kościół
Kościół parafialny wybudowano w latach 1907-1909. Drewniany – aktualnie remontowany kościół ma konstrukcję sumikowo-łątkową i wieńcową. Oszalowany budynek sakralny został wzniesiony na murowanej podmurówce, pierwotnie był kryty gontem. Kościół jest trójnawową budowlą halową z chórem muzycznym. Prezbiterium jest oddzielone od reszty świątyni ażurową balustradą wykonaną z drewna. Od wielu lat kościół przechodzi remont generalny, który ze względu na brak środków finansowych jest prowadzony bardzo powoli.

## Nabożeństwa
Msze Święte sprawowane są zgodnie z ogłoszeniami parafialnymi (zazwyczaj raz w miesiącu).
Uroczystość parafialna św. Stanisława Biskupa i Męczennika obchodzona jest 8 maja, zaś w najbliższą niedzielę od 13 czerwca obchodzona jest uroczystość św. Antoniego Padewskiego.
Informacje o pozostałych wydarzeniach i nabożeństwach znajdują się na oficjalnej stronie parafii na Facebooku.